# Supercopa Polonesa de Voleibol Masculino de 2020
A Supercopa Polonesa de Voleibol Masculino de 2020 foi a 9ª edição deste torneio organizado anualmente pela Federação Polonesa de Voleibol e pela Liga Polonesa de Voleibol. Ocorreu nos dias 5 e 6 de setembro, na cidade de Arłamów, na Hala Sportowa Hotel Arłamów.
O ZAKSA Kędzierzyn-Koźle conquistou seu segundo título desta competição ao derrotar o PGE Skra Bełchatów. O ponteiro polonês Aleksander Śliwka foi eleito o melhor jogador da competição.

## Regulamento
Devido à pandemia de COVID-19, que resultou no encerramento antecipado dos eventos esportivos na Polônia da temporada 2019-20 sem a definição de um vencedor, a fórmula canônica do torneio foi revisada para transformar o torneio em uma competição aberta às equipes vencedoras do campeonato polonês a partir da reforma profissional que ocorreu em 2000.
As quatro equipas elegíveis disputaram as semifinais e a final, com combinações definidas em função do número de títulos nacionais conquistados.

## Equipes participantes
| Equipe                 | Cidade           | Qualificação                                                                                        | Última participação |
| ---------------------- | ---------------- | --------------------------------------------------------------------------------------------------- | ------------------- |
| Jastrzębski Węgiel     | Jastrzębie-Zdrój | Campeão da PlusLiga 200304                                                                          | Estreante           |
| ZAKSA Kędzierzyn-Koźle | Kędzierzyn-Koźle | Campeão da PlusLiga 2000-01, 2001-02, 2002-03, 2015-16, 2016-17, 2018-19                            | 2019                |
| Asseco Resovia Rzeszów | Rzeszów          | Campeão da PlusLiga 2011-12, 2012-13, 2014-15                                                       | 2015                |
| PGE Skra Bełchatów     | Bełchatów        | Campeão da PlusLiga 2004-05, 2005-06, 2006-07, 2007-08, 2008-09, 2009-10, 2010-11, 2013-14, 2017-18 | 2018                |

## Chaveamento
|  | Semifinais             | Semifinais             | Semifinais             |                        |                    | Final              | Final | Final |  |
|  |                        |                        |                        |                        |                    |                    |       |       |  |
|  | PGE Skra Bełchatów     | PGE Skra Bełchatów     | 3                      |                        |                    |                    |       |       |  |
|  | PGE Skra Bełchatów     | PGE Skra Bełchatów     | 3                      |                        |                    |                    |       |       |  |
|  | Jastrzębski Węgiel     | Jastrzębski Węgiel     | 0                      |                        |                    |                    |       |       |  |
|  | Jastrzębski Węgiel     | Jastrzębski Węgiel     | 0                      |                        | PGE Skra Bełchatów | PGE Skra Bełchatów | 1     |       |  |
|  |                        |                        |                        |                        | PGE Skra Bełchatów | PGE Skra Bełchatów | 1     |       |  |
|  |                        |                        | ZAKSA Kędzierzyn-Koźle | ZAKSA Kędzierzyn-Koźle | 3                  |                    |       |       |  |
|  | ZAKSA Kędzierzyn-Koźle | ZAKSA Kędzierzyn-Koźle | ZAKSA Kędzierzyn-Koźle | ZAKSA Kędzierzyn-Koźle | 3                  | 3                  |       |       |  |
|  | ZAKSA Kędzierzyn-Koźle | ZAKSA Kędzierzyn-Koźle |                        |                        |                    |                    |       |       |  |
|  | Asseco Resovia Rzeszów | Asseco Resovia Rzeszów | 1                      |                        |                    |                    |       |       |  |

### Resultados

#### Semifinais
| Data  | Hora  |                        | Placar |                        | Set 1 | Set 2 | Set 3 | Set 4 | Set 5 | Total | Relatório |
| ----- | ----- | ---------------------- | ------ | ---------------------- | ----- | ----- | ----- | ----- | ----- | ----- | --------- |
| 5 set | 14:45 | PGE Skra Bełchatów     | 3–0    | Jastrzębski Węgiel     | 29–27 | 25–23 | 28–26 |       |       | 82–76 | Relatório |
| 5 set | 18:00 | ZAKSA Kędzierzyn-Koźle | 3–1    | Asseco Resovia Rzeszów | 18–25 | 25–23 | 25–21 | 25–14 |       | 93–83 | Relatório |

#### Final
| Data  | Hora  |                    | Placar |                        | Set 1 | Set 2 | Set 3 | Set 4 | Set 5 | Total | Relatório |
| ----- | ----- | ------------------ | ------ | ---------------------- | ----- | ----- | ----- | ----- | ----- | ----- | --------- |
| 6 set | 14:45 | PGE Skra Bełchatów | 1–3    | ZAKSA Kędzierzyn-Koźle | 25–20 | 14–25 | 21–25 | 19–25 |       | 79–95 | Relatório |

## Premiação
| Supercopa Polonesa de 2020                 |
| ------------------------------------------ |
| ZAKSA Kędzierzyn-Koźle Campeão (2° título) |